# Metal Gods
Metal Gods è il settimo album in studio del gruppo heavy metal svedese Dream Evil, pubblicato il 26 luglio 2024 dalla Century Media Records.

## Tracce
1. Metal Gods – 3:31
2. Chosen Force – 5:09
3. The Tyrant Dies at Dawn – 3:54
4. Lightning Strikes – 4:23
5. Fight in the Night – 3:48
6. Masters of Arms – 3:34
7. Born in Hell – 3:51
8. Insane – 4:30
9. Night Stalker – 4:37
10. Y.A.N.A. – 4:07